# 블라인드 가이
《블라인드 가이》(영어: Blind Dating 혹은 영어: Blind Guy Driving)는 2006년 개봉한 미국의 로맨틱 코미디 영화이다.
평단으로부터 대체로 부정 평가를 받았다.

## 줄거리
장님으로 태어난 22살 대니는 시각 보조 장치를 이식하는 실험에 참여하기로 하고 이 과정에서 인도인 간호사 리자를 좋아하게 된다. 하지만 리자는 중매 결혼이 예정돼있고 수술은 실패하는데...  

## 출연
- 크리스 파인 - 대니 역
- 안잘리 제이 - 리자 역
- 프랭크 게리시 - 앤절로 역
- 에디 케이 토머스 - 래리 역
- 제인 시모어 - 에번스 심리치료사 역
- 조디 러셀 - 밴더미어 부인 역
- 스티븐 토볼라우스키 - 퍼킨스 안과의 역
- 제이마 메이스 - 맨디 역
- 제니퍼 올던 - 재스민 역
- 푸치 홀 - 제이 역
- 센딜 라마머시 - 아빈드 역
- 케이티 믹슨 - 수지 역
- 이크발 테바 - 라자 씨 역

## 우리말 녹음
KBS 성우진
- 김승준 - 대니(크리스 파인)
- 은영선 - 리자(안잘리 제이)
- 김일 - 래리(에디 케이 토머스)
- 노민 - 대니의 아빠(프랭크 게리시)
- 손정아 - 대니의 엄마(디 매컬루소)
- 이봉준 - 퍼킨스 박사(스티븐 토볼라우스키)
- 안경진 - 에번스 의사(제인 시모어) / 리자의 어머니(사티아 제수다슨)
- 이규석 - 제이(푸치 홀) / 리자의 아버지(이크발 테바)
- 김지혜 - 마리(어밀리아 프라가스티스) / 재스민(제니퍼 올던)
- 위훈 - 아빈드(센딜 라마머시)
- 최정호 - 아빈드의 아버지(오시 메어)
- 김혜주 - 수지(케이티 믹슨)
- 이광수 - 보디빌더(프랭크 아빌라)
- 유지원 - 맨디(제이마 메이스)